# درويشية (شلاهي)
درويشية (بالفارسية: درویشیه) هي قرية تقع في إيران في قسم شلاهي الريفي. يقدر عدد سكانها بـ 197 نسمة بحسب إحصاء 2016.